# Belleau (Aisne)
Belleau település Franciaországban, Aisne megyében. Lakosainak száma 133 fő (2022. január 1.). Belleau Bouresches, Épaux-Bézu, Étrépilly, Licy-Clignon, Lucy-le-Bocage, Monthiers és Torcy-en-Valois községekkel határos.

## Népesség
A település népességének változása:
| Lakosok száma | 117  | 119  | 134  | 132  | 141  | 138  | 136  | 137  | 136  | 133  |
|               | 1968 | 1982 | 1990 | 2006 | 2013 | 2015 | 2017 | 2019 | 2020 | 2022 |